# جامعة الاتحاد الخاصة
جامعة الاتحاد الخاصة،  تعتبر من أولى الجامعات السورية الخاصة، المفتتحة منذ عام 2003 بموجب المرسوم رقم 302 للعام 2003 القاضي بإحداث جامعة الاتحاد الخاصة في الجمهورية العربية السورية. مقرها الرئيسي محافظة الرقة، وفرعها في مدينة منبج، بمحافظة حلب، وتتمتع بالشخصية الاعتبارية، ويمثلها رئيسها أمام الغير. وللجامعة حاليا مقرات في دمشق، وحلب.

## كليات الجامعة
تتكون الجامعة من الكليات والاختصاصات الآتية:
- الصيدلة.
- الهندسة المعلوماتية هندسة الحاسوب – هندسة الحاسوب التطبيقي هندسة المعلومات- هندسة الإيصالات.
- الهندسة هندسة العمارة –هندسة البيئة هندسة الطاقة المتجددة الهندسة الكيميائية- الآثار والترميم.
- العلوم الإدارية إدارة الأعمال – التسويق والسياحة الدعاية والإعلان.
- الهندسة الزراعية التكنولوجيا الزراعية – الصناعات الغذائية.

## كليات فرع الجامعة
يتكون فرع الجامعة من الكليات والاختصاصات الآتية:
- الهندسة المعلوماتية هندسة الحاسوب – هندسة الحاسوب التطبيقي هندسة المعلومات- هندسة الاتصالات
- الهندسة هندسة العمارة –هندسة البيئة هندسة الطاقة المتجددة الهندسة الكيميائية- الآثار والترميم
- العلوم الإدارية إدارة الأعمال – التسويق والسياحة الدعاية والإعلان.